# Szentendre
Szentendre là một thành phố thuộc hạt Pest, Hungary. Thành phố này có diện tích 43,82 km², dân số năm 2010 là 25724 người, mật độ 587 người/km².